# The Life of a Fireman (film 1901)
The Life of a Fireman è un cortometraggio muto del 1901. Il nome del regista non viene riportato.

## Trama
I vigili del fuoco stazionano davanti alla loro caserma. Quando l'allarme suona, si precipitano ai loro posti, preparati ad affrontare l'incendio.

## Produzione
Il film fu prodotto dalla Selig Polyscope Company.

## Distribuzione
Distribuito dalla Selig Polyscope Company, il cortometraggio uscì nelle sale cinematografiche statunitensi il 27 aprile 1901.